# Menophra unicolor
Menophra unicolor är en fjärilsart som beskrevs av Tutt 1898. Menophra unicolor ingår i släktet Menophra och familjen mätare. Inga underarter finns listade i Catalogue of Life.